# Бурђо
Бурђо (итал. Burgio) је насеље у Италији у округу Агриђенто, региону Сицилија.
Према процени из 2011. у насељу је живело 2697 становника. Насеље се налази на надморској висини од 310 м.

## Становништво
| 1931. | 1936. | 1951. | 1961. | 1971. | 1981. | 1991. | 2001. | 2011. |
| ----- | ----- | ----- | ----- | ----- | ----- | ----- | ----- | ----- |
| 5.372 | 5.569 | 5.632 | 4.763 | 3.731 | 3.390 | 3.562 | 3.157 | 2.780 |